# Estació d'Uxes
L'estació d'Uxes es troba a la localitat gallega d'Uxes, al municipi d'Arteixo, a la província de la Corunya. Té serveis de mitjana distància operats per Renfe.
Es troba a la línia que uneix Zamora amb la Corunya, al tram entre Santiago de Compostel·la i la Corunya, que forma part de l'eix atlàntic d'alta velocitat, entre les estacions de Cerceda-Meirama i A Coruña.

## Trens

### Mitjana Distància
| Línia | Origen/destinació | Destinació/origen                  |
| ----- | ----------------- | ---------------------------------- |
| 4     | A Coruña          | Santiago de Compostela Vigo-Guixar |